# دامداري همند أبسرد (جمع أبرود)
دامداري همند أبسرد (بالإنجليزية: Hamandabsard Livestock Centre)‏ هي مستوطنة تقع في إيران في قسم جمع أبرود الريفي. يقدر عدد سكانها بـ 20 نسمة .